# لباري (الطفة)

تعديل مصدري - تعديل

لباري هي إحدى قرى عزلة السعيدية بمديرية الطفة التابعة لمحافظة البيضاء، بلغ تعداد سكانها 97 نسمة حسب تعداد اليمن لعام 2004.